# Сестра Бети
Сестра Бети је америчка црна комедија из 2000. године у режији Нила Лабута и у којој глуми Рене Зелвегер као домаћица-конобарица из малог града у Канзасу, која доживи нервни слом након што је видела починитеља мучења и почиње опсесивно да јури за својим омиљеним ликом из телевизијске сапунице (Грег Кинир), док је у стању фуге. Морган Фриман и Крис Рок играју убице који су убили њеног мужа и потом је прогонили до Лос Анђелеса.
Филм је премијерно приказан на Филмском фестивалу у Кану 2000.  Филм је освојио награду Канског филмског фестивала за најбољи сценарио. За своју улогу Зелвегер је освојила награду Златни глобус за најбољу глумицу – филмски мјузикл или комедија. Филм је такође постигао комерцијални успех. 

## Радња
У малом граду Фер Оукс у Канзасу, конобарица Бети Сајмор обожаватељица сапунице Разлог за љубав . Она нема појма да њен муж Дел, продавац аутомобила, има сексуалну везу са другом женом. Она такође не зна да њен муж допуњује приходе продајом дроге. Када Бети назове да пита да ли позајми Бјуик Лесабр за њен рођендан, Дел јој каже да узме други ауто. Она успева да ушуња ауто за себе, али ипак, иако не зна, велика залиха дроге је сакривена у гепеку Лесабре. Двоје убица, Чарли и Весли, долазе у кућу Бети и Дел. Чарли прети да ће скалпирати Дела ако не открије где је дрога, а Дел открива да је сакрио дрогу у гепеку ЛеСабреа; након тога, Весли и даље скалпира Дела након што је погрешно разумео Чарлијеву тиху комуникацију. Бети сведочи убиству и улази у стање фуге, преузимајући идентитет лика из филма Разлог за љубав који је медицинска сестра.
Те вечери, шериф Елдон Балард, локални репортер Рој Остери и неколико полицајаца испитују место злочина док Бети мирно пакује кофер. Чини се да није свесна убиства, чак и када се истрага одвија у њеној кући. У полицијској станици је прегледа психијатар. Бети проводи ноћ у кући своје пријатељице, спавајући у дечијој спаваћој соби. У сред ноћи улази у Лесабре и одлази. Она се зауставља у бару у Вилијамсу, где бармен прича о свом одмору у Риму; Бети јој каже да је једном била верена за познатог хирурга (описујући главног лика из филма Разлог љубави). У међувремену, двојица убица су у потрази, схвативши да Бети има ауто са дрогом. Док траже, Чарлијево срце почиње да омекшава према Бети, на Веслијеву констернацију.
У Лос Анђелесу, Бети покушава да се запосли као медицинска сестра док тражи свог давно изгубљеног "бившег вереника". Одбијају је јер нема биографију или препоруке, али када спаси живот младој жртви пуцњаве техником коју је научила из емисије, болница јој нуди посао у апотеци, али јој забрањује да више дира пацијенте. Упркос свом положају, Бети постаје популарна међу пацијентима и њиховим породицама. Она завршава да живи са Розом, старијом сестром младића коме је раније помогла, у знак захвалности што му је спасила живот. Роса је такође правни секретар и нуди помоћ Бети да пронађе свог дечка хирурга. Од колеге сазнаје да је "Дејвид" лик из сапунице и одлази до излога апотеке да се суочи са Бети. Мислећи да је њена пријатељица љубоморна, Бети није отпорна на откриће.
Бетинин адвокат обезбеђује карте за добротворну акцију на којој ће се појавити Џорџ Мекорд, глумац који глуми Дејвида. Бети упознаје Џорџа на свечаности. Џорџ је склон да је одбаци као превише маштовитог обожаваоца, али нешто у њој га тера да разговара са њом. Почиње да мисли да је Бети глумица решена да добије улогу у Разлог љубави, па је одлучио да игра заједно. После три сата њеног „останка у карактеру“, он је води кући. Џорџ почиње да се заљубљује у Бети, а он и његов продуцент одлучују да је доведу у серију као нови лик: медицинска сестра Бети. Када Бети стигне на сет, она испада из свог света фантазије назад у стварни живот. После два неуспела снимања, она схвата да је на снимању и да су људи за које је мислила да су стварни само ликови. Џорџ се суочава са њом и Бети излази.
У Розиној кући, Бети прича својој цимерки шта се догодило када су двојица убица ушли и узели Бети и Розу као таоце на нишану. Чарли и Весли везују две жене, а затим их прекидају Рој и шериф Балард, који су такође ушли у траг Бети. Долази до сукоба све док Балард не извуче пиштољ из футроле и убије Веслија, за којег се открије да је Чарлијев син. Чарли одлучује да не убије Бети и изврши самоубиство у купатилу. Џорџ нуди Бети посао у емисији. Појављује се у 63 епизоде и одлази на одмор у Рим. Бети касније планира да се бави медицинском сестром.

## Улоге
| Глумац                                | Улога                         |
| ------------------------------------- | ----------------------------- |
| Морган Фриман                         | Чарли                         |
| Рене Зелвегер                         | Бетти Сиземоре                |
| Крис Рок                              | Весли                         |
| Грег Кинир                            | Џорџ Мекорд (Др Дејвид Равел) |
| Арон Екхарт                           | Дел Сиземоре                  |
| Пруит Тејлор Винс                     | шериф Елдон Балард            |
| Алисон Џени                           | Лајла Бранч                   |
| Кристофер Макдоналд (избрисана сцена) | Двејн Кули                    |

## Пријем

### Критички пријем
Сестра Бети је добила веома позитивне критике од критичара и има оцену од 83% на Rotten Tomatoes-у на основу 131 рецензије са просечном оценом 7,2/10. Консензус каже: „Чудна у најбољем смислу те речи, медицинска сестра Бети сматра да режисер Нил Лабут окупља талентовану глумачку екипу у служби оштрог, маштовитог сценарија.  Роџер Еберт доделио је филму три звездице од четири, хвалећи његову дубину, али истичући његову емоционалну двосмисленост: „ Медицинска сестра Бети је један од оних филмова у којима не знате да ли да се смејете или језите, а затекнете да радите обоје.“ 

### Благајна
Филм је почео на 2. месту на северноамеричким благајнама са зарадом од 7,1 милиона долара првог викенда. Филм је на крају зарадио 25 милиона долара на америчким благајнама пре него што је зарадио више од 33 милиона долара од изнајмљивања кућних видео снимака у САД  и остварио значајан профит. 

### Награде
- Награде америчке комедије:
  - Најсмешнија глумица на филму (Рене Зелвегер)
- Блек рил награде:
  - Најбољи глумац (Морган Фриман)
  - Најбољи споредни глумац (Крис Рок)
- Британске независне филмске награде:
  - Најбољи страни филм – енглески језик
- Кански филмски фестивал:
  - Најбољи сценарио (Џејмс Фламберг и Џон Ц. Ричардс) [6]
- Награде Едгар Алан Пое :
  - Најбољи филм
- Златни глобус:
  - Најбоља глумица – филмски мјузикл или комедија (Рене Зелвегер)
- Награде Имиџ:
  - Изузетан споредни глумац у филму (Морган Фриман)
- Лондонски филмски критичари:
  - Глумица године (Рене Зеллвегер)
- Награде Сателит:
  - Најбоља глумица – филмски мјузикл или комедија (Рене Зелвегер)
  - Најбољи филм – мјузикл или комедија
  - Најбољи споредни глумац – мјузикл или комедија Морган Фриман